# Ann Clwyd

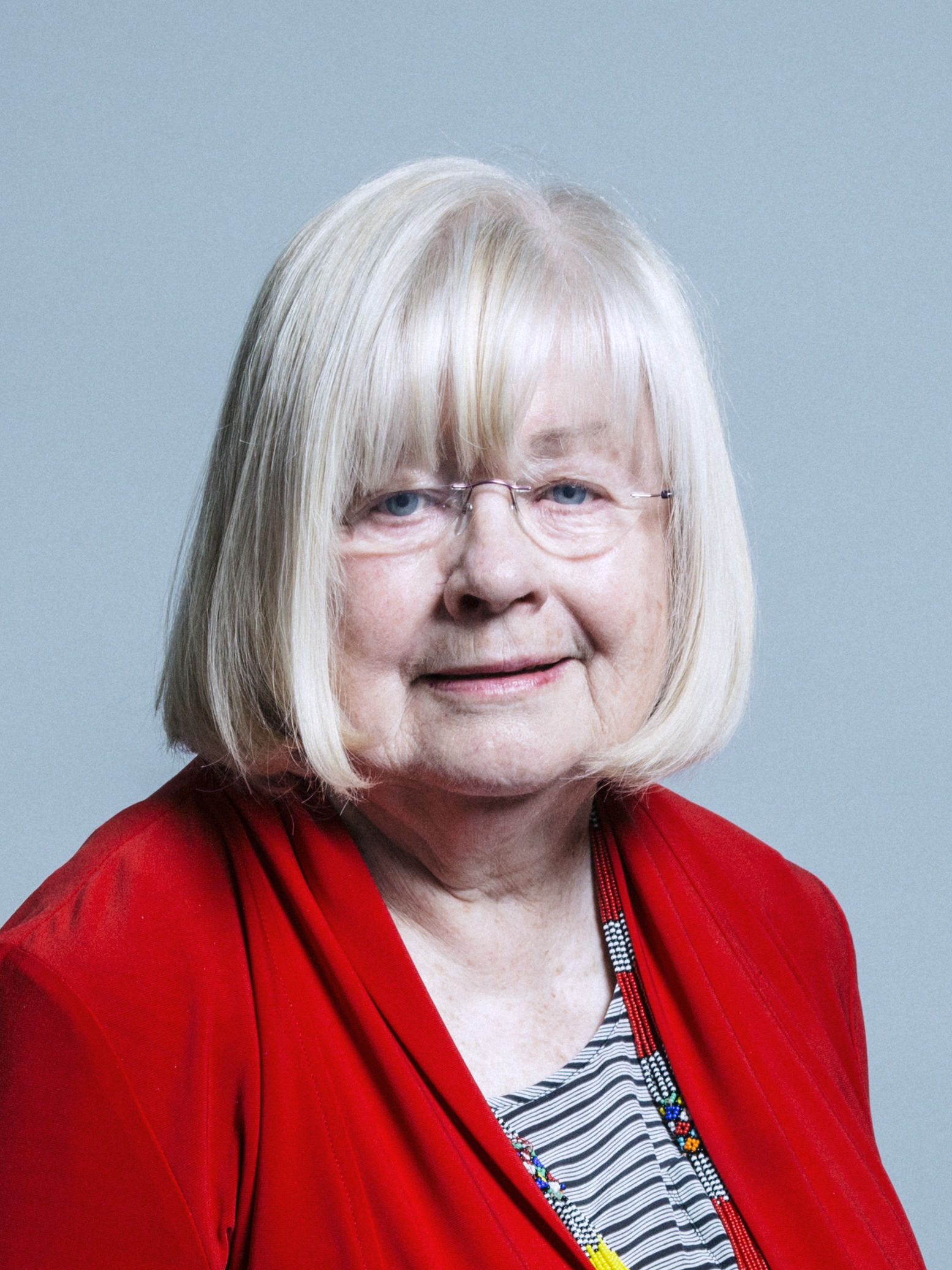
Ann Clwyd (2017)

Ann Clwyd, PC (Geburtsname: Ann Lewis; * 21. März 1937 in Halkyn, Flintshire, Wales; † 21. Juli 2023 in Cardiff) war eine britische Journalistin und Politikerin der Labour Party, die unter anderem zwischen 1979 und 1984 Mitglied des 1. Europäischen Parlamentes sowie von 1984 bis 2019 Abgeordnete des Unterhauses (House of Commons) war. Sie war zwischen 2005 und 2006 als Chair of the Parliamentary Labour Party Vorsitzende der Labour-Fraktion im Unterhaus.

## Leben

### Journalistin, erfolglose Unterhauskandidaturen und Mitglied des Europäischen Parlaments
Ann Clwyd Lewis, Tochter von Gwilym Henri Lewis und Elizabeth Ann Lewis, absolvierte nach dem Besuch der Holywell Grammar School und der Queen’s School in Chester ein Studium an der University of Wales, Bangor. Nachdem sie zeitweise als Hilfslehrerin an der Hope School in Flintshire tätig gewesen war, nahm sie eine Tätigkeit als Journalistin auf und war zunächst Studiomanagerin von BBC Cymru Wales, ehe sie zwischen 1964 und 1979 Wales-Korrespondentin der Tageszeitungen The Guardian und The Observer war. Mit Unterstützung des Gewerkschaftsfunktionärs und Politikers Huw T. Edwards begann sie ihr politisches Engagement in der Labour Party und kandidierte bei der Unterhauswahl am 18. Juni 1970 im Wahlkreis Denbigh, unterlag allerdings dem Wahlkreisinhaber William Geraint Oliver Morgan von der Conservative Party. Bei der Unterhauswahl am 10. Oktober 1974 bewarb sie sich für die Labour Party im Wahlkreis Gloucester abermals für ein Unterhausmandat, unterlag dieses Mal jedoch der Wahlkreisinhaberin Sally Oppenheim von der Conservative Party. Sie war danach zwischen 1975 und 1979 auch Vize-Vorsitzende des Kunstrates von Wales ACW (Arts Council of Wales) und engagierte sich zudem als Mitglied der Journalistengewerkschaft NUJ (National Union of Journalists) sowie der Transport- und allgemeinen Arbeitergewerkschaft TGWU (Transport and General Workers' Union). Des Weiteren war sie von 1976 bis 1979 Mitglied der Royal Commission on the National Health Service, einer Königlichen Kommission für den Nationalen Gesundheitsdienst NHS (National Health Service).
Bei der Europawahl am 7. Juni 1979 wurde Caborn für die Labour Party zum Mitglied des 1. Europäischen Parlamentes gewählt und gehörte diesem vom 17. Juli 1979 bis zum 23. Juli 1984 für den Wahlkreis Mid and West Wales an. Er schloss sich der Sozialistischen Fraktion an und war zwischen dem 17. Juli 1979 und dem 8. Februar 1981 Vorstandsmitglied der Sozialistischen Fraktion. Des Weiteren war sie vom 11. April 1983 bis zum 23. Juli 1984 Vorsitzende der Delegation im Gemischten Ausschuss Europäisches Parlament/Portugiesisches Parlament sowie ferner zwischen dem 20. Juli 1979 und dem 23. Juli 1984 auch Mitglied des Ausschusses für soziale Angelegenheiten und Beschäftigung. Des Weiteren war sie vom 1. August 1983 bis zum 31. Juli 1984 Mitglied des Nationalen Exekutivkomitees (National Executive Committee) der Labour Party und damit des geschäftsführenden Vorstandes der Partei.

### Abgeordnete des Unterhauses und Vorsitzende der Labour-Fraktion
Nach dem Tode von Ioan Evans am 10. Februar 1984 wurde Ann Clwyd bei der dadurch notwendigen Nachwahl (By-election) am 3. Mai 1984 im Wahlkreis Cynon Valley für die Labour Party erstmals zur Abgeordneten des Unterhauses (House of Commons) gewählt und gehörte diesem nach ihren Wiederwahlen am 11. Juni 1987, am 9. April 1992, am 1. Mai 1997, am 7. Juni 2001, am 5. Mai 2005, am Unterhauswahl am 6. Mai 2010, am 7. Mai 2015 und am 8. Juni 2017 bis zur Auflösung des Unterhauses am 6. November 2019 35 Jahre lang an, wobei sie anschließend auf eine erneute Kandidatur bei der Unterhauswahl am 12. Dezember 2019 verzichtete. Während ihrer langjährigen Unterhauszugehörigkeit war sie zunächst zwischen dem 1. Februar 1985 und dem 9. Februar 1988 Mitglied des Ausschusses für europäische Gesetzgebung (European Legislation Committee) sowie zugleich vom 12. November 1986 bis zum 15. November 1988 Mitglied des Gemeinsamen Ausschusses des Parlaments für private Gesetzesinitiativen von Abgeordneten (Private Bill Procedure (Joint Committee)). Am 1. Januar 1987 wurde sie erstmals in das Schattenkabinett (Shadow Cabinet) ihrer Partei berufen und war zunächst bis zum 1. Januar 1988 „Schatten-Bildungsministerin“, später vom 1. Januar 1989 bis zum 1. Januar 1992 „Schatten-Ministerin für Internationale Entwicklung“ sowie zwischen dem 1. Juli und dem 1. November 1992 „Schatten-Ministerin für Wales“, ehe sie vom 1. November 1992 bis zum 1. Januar 1993 als „Schatten-Ministerin für Kultur, Medien und Sport“ fungierte. 1991 reichte der ehemalige Offizier und damalige Vizedirektor des Royal United Services Institute for Defence Studies Christopher Geidt eine Verleumdungsklage gegen sie in ihrer Funktion als Schattenministerin für internationale Entwicklung, woraufhin sie sich öffentlich entschuldigen musste und alle Kosten des Prozesses trug. Anschließend war sie im Schatten-Kabinett zwischen dem 1. Januar 1993 und dem 1. Januar 1994 erst Sprecherin für Arbeiten und Pensionen sowie danach vom 1. Januar 1994 bis zum 1. Januar 1995 Sprecherin für auswärtige Angelegenheiten und vom 14. Juli 1997 bis zum 12. Juli 2005 Mitglied des Ausschusses für internationale Entwicklung (International Development Committee).
Ann Clwyd, die zwischen 2001 und 2005 stellvertretende Vorsitzende der Labour-Fraktion im Unterhaus war, wurde am 26. Mai 2003 von Premierminister Tony Blair zu dessen Sondergesandtin für Menschenrechte im Irak ernannt und bekleidete dieses Amt vom 27. Juni 2007 bis zum 6. Mai 2010 auch unter dessen Nachfolger Gordon Brown. In dieser Funktion wurde sie zudem am 13. Oktober 2004 Mitglied des Geheimrates (Privy Council), ein politisches Beratungsgremium des Monarchen. Am 24. Mai 2005 übernahm sie als Nachfolgerin von Jean Corston die Funktion als Chair of the Parliamentary Labour Party und damit als Vorsitzende der Labour-Fraktion im Unterhaus. Diese Funktion hatte sie bis zum 5. Dezember 2006 inne und unterlag bei der Neuwahl des Fraktionsvorstandes Tony Lloyd, den sie bei den Fraktionswahlen im Mai 2005 noch besiegt hatte. Sie war ferner zwischen dem 14. April 2008 und dem 12. November 2010 stellvertretendes Mitglied der Parlamentarischen Versammlung des Europarates.
In den letzten Jahren ihrer Parlamentszugehörigkeit war Ann Clwyd zwischen dem 12. Juli 2010 und dem 30. März 2015, vom 8. Juli 2015 bis zum 3. Mai 2017 sowie erneut zwischen dem 11. September 2017 und dem 6. November 2019 Mitglied des Auswärtigen Ausschusses (Foreign Affairs Committee). Weiterhin war sie vom 12. Juli 2010 bis zum 30. März 2015, zwischen 10. Februar 2016 und dem 3. Mai 2017 sowie abermals vom 10. Oktober 2017 bis zum 6. November 2019 Mitglied des Ausschusses für Rüstungsexportkontrolle (Committee on Arms Export Controls). 2012 kam es zu diplomatischen Verwicklungen, weil sich Clwyd als Mitglied einer Kommission zur Untersuchung von Menschenrechtsverletzungen in Bahrain, einen Weihnachtskorb mit Schokolade und Champagner ablehnte, den die bahrainische Botschafterin im Vereinigten Königreich Alees Samaan als Weihnachtsgeschenk geschickt hatte. Sie war nicht die einzige, die das Geschenk erhielt. Eine Lieferung erfolgte an zehn weitere Abgeordnete. Schließlich war sie zwischen dem 1. Juli 2015 und dem 3. Mai 2017 sowie erneut vom 12. Dezember 2017 bis zum 6. November 2019 Mitglied des Beratungsausschusses des Unterhaussprechers für Kunstwerke (Speaker’s Advisory Committee on Works of Art).
Ann Clwyd war von 1963 bis zu dessen Tode 2012 mit dem Fernsehregisseur und -produzenten Owen Roberts verheiratet.

## Veröffentlichung
- Ann Clwyd. Rebel with a cause, Mitautorin Joanna Masters, Biteback Publishing Ltd, London 2017.